# Nāḩiyat al Mulayḩah
Nāḩiyat al Mulayḩah (arabiska: ناحية المليحة) är ett subdistrikt i Syrien.   Det ligger i provinsen Rif Dimashq, i den sydvästra delen av landet, 13 km sydost om huvudstaden Damaskus.
Trakten runt Nāḩiyat al Mulayḩah består till största delen av jordbruksmark. Runt Nāḩiyat al Mulayḩah är det ganska tätbefolkat, med 75 invånare per kvadratkilometer.